# Lloyd Price
Lloyd Price (Kenner (Louisiana), 9 maart 1933 – New Rochelle (New York), 3 mei 2021) was een Amerikaans r&b- en rock-'n-rollzanger, die vooral succes oogstte in de late jaren 1950 en de vroege jaren 1960.

## Carrière
Price groeide op in Kenner, een voorstad van New Orleans, waar hij dankzij de jukebox in de viszaak van zijn moeder al vroeg met de muziek van Louis Jordan, Amos Milburn, Jimmy en Joe Liggins en Roy Milton vertrouwd raakte. Samen met zijn kleine broer Leo richtte Price in de vroege jaren 1950 een band op, die vooral in de omgeving van Kenners speelde. Bij zulk een optreden werd Dave Bartholomew opmerkzaam op de jonge zanger. Dientengevolge kreeg Price in 1952 een platencontract bij Specialty Records. Zijn compositie Lawdy Miss Clawdy plaatste zich aan de top van de r&b-hitlijst en telt tegenwoordig als klassieker. Er volgden Ooh, Ooh, Ooh, Restless Heart, Tell Me Pretty Baby en Ain't It a Shame. Daarna werd Price opgeroepen voor zijn militaire dienstplicht en werd hij naar Korea gestuurd.
Na zijn terugkeer richtte hij samen met Harold Logan en Bill Boskent zijn eigen label KRC Records op. Door de ballade Just Because, vooreerst uitgebracht bij KRC, werd ABC-Paramount Records opmerkzaam op Price en gaf hem een contract. Stagger Lee, een versie van de folksong Stack-a-Lee, scoorde in 1958 zowel aan de top van de r&b- als ook de pophitlijst. In 1959 volgden de hits Where Were You (On Our Wedding Day?), Personality, I'm Gonna Get Married en Come Into My Heart. In 1960 had Price met Lady Luck en Question succes.
In 1962 verliet Price ABC-Paramount Records en richtte samen met Logan Double L Records op, waar Wilson Pickett zijn eerste opnamen maakte. Later leidden beiden nog het label Turntable Records. Echter nadat Logan in 1969 werd vermoord, trok Price zich daarna volledig uit het muziekcircuit terug. Hij verhuisde naar Afrika en ondersteunde daar Muhammad Ali financieel bij twee bokswedstrijden. In de vroege jaren 1980 keerde Price terug naar Amerika, maar trad echter vervolgens niet in het openbaar op, totdat hij in 1993 deelnam aan een Europatournee met Jerry Lee Lewis, Little Richard en Gary U.S. Bonds.
Hij was een neef van Larry Williams, die hij op weg hielp in de muziekbusiness. 

## Onderscheidingen
In 1998 werd hij opgenomen in de Rock and Roll Hall of Fame.

## Overlijden
Lloyd Price overleed in mei 2021 op 88-jarige leeftijd in een verzorgingstehuis in New Rochelle, New York.

## Discografie

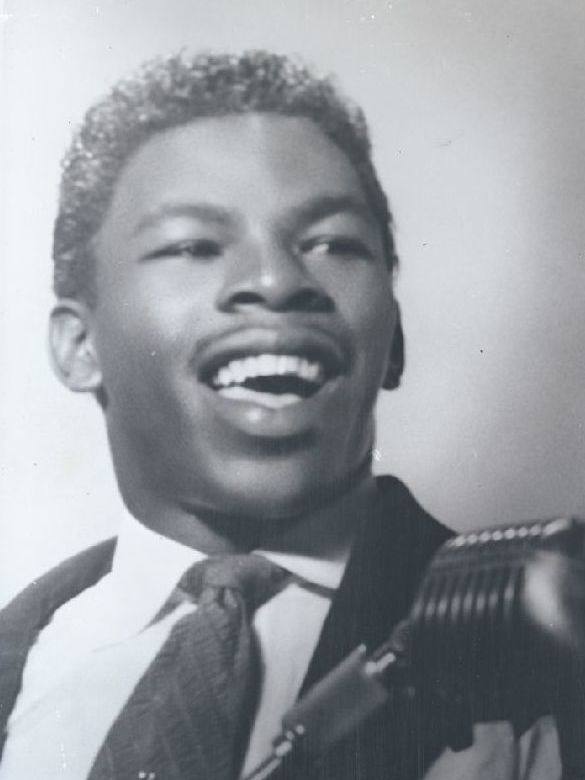
Lloyd Price in de jaren 1950 of 1960

### Singles
- 1952:	Lawdy Miss Clawdy
- 1952:	Oooh-Oooh-Oooh
- 1952:	Restless Heart
- 1953: I Wish Your Picture Was You
- 1953: What's the Matter Now?
- 1953: Where You At?
- 1953:	Ain't It a Shame?
- 1953:	Tell Me Pretty Baby
- 1954: Chee-Koo Baby
- 1954: Jimmie Lee
- 1954: Too Late for Tears
- 1955: Lord, Lord, Amen!
- 1956: Country Boy Rock / Rock 'n' Roll Dance
- 1956: Forgive Me, Clawdy
- 1956: I Yi Yi Gomen-A-Sai (I'm Sorry)
- 1957: Baby, Please Come Home
- 1957: Georgianna
- 1957: Lonely Chair
- 1957:	Just Because
- 1957:	Lonely Chair
- 1958: No Limit to Love
- 1958: To Love and Be Loved
- 1958:	Stagger Lee
- 1959: Gonna Let You Come Back Home
- 1959:	Come into My Heart
- 1959:	I'm Gonna Get Married
- 1959:	Personality
- 1959:	Three Little Pigs
- 1959:	Where Were You (On Our Wedding Day)?
- 1959:	Wont'cha Come Home
- 1960:	(You Better) Know What You're Doin'
- 1960:	For Love
- 1960:	Just Call Me (And I'll Understand)
- 1960:	Lady Luck
- 1960:	Never Let Me Go
- 1960:	No If's – No And's
- 1960:	Question
- 1961: Boo Hoo
- 1961: I Ain't Givin' Up Nothin'
- 1961: One Hundred Percent
- 1961: String of Pearls
- 1961: Talk to Me
- 1962: Be a Leader
- 1962: Twistin' the Blues
- 1962: Under Your Spell Again
- 1962: Your Picture
- 1963: Auld Lang Syne
- 1963: Pistol Packin' Mama
- 1963: Who's Sorry Now
- 1963:	Billie Baby
- 1963:	Misty
- 1964: Amen
- 1964: I Love You, I Just Love You
- 1964: You're Nobody Till Somebody Loves You
- 1965: If I Had My Life to Live Over
- 1965: Woman
- 1965: You're Reading Me
- 1966: Peeping and Hiding
- 1966: The Man Who Took the Valise Off the Floor of Grand Central Station at Noon
- 1967: Cupid's Bandwagon
- 1968: Send Me Some Lovin'
- 1968: Take All
- 1968: The Truth
- 1969: The Grass Will Sing for You
- 1969:	Bad Conditions
- 1970: Little Volcano
- 1971: Hooked on a Feeling
- 1971: Natural Sinner
- 1972: Sing a Song
- 1973: Love Music
- 1973: Where Were You (On Our Wedding Day)?
- 1973:	Trying to Slip (Away)
- 1976:	What Did You Do with My Love
- 1985: Heavy Dream

### Studioalbums
- 1959: Lloyd Price
- 1959: The Exciting Lloyd Price
- 1959: Mr. Personality
- 1960: Mr. Personality Sings the Blues
- 1960: Mr. Personality’s 15 Hits
- 1960: The Fantastic Lloyd Price
- 1961: Sings the Million Sellers
- 1961: Cookin'
- 1963: This Is My Band
- 1963: Misty
- 1965: Swings for Sammy
- 1969: Now
- 1972: To the Roots and Back
- 1976: Music-Music
- 1978: The Nominee
- 1986: Walkin' the Track

### Compilaties
- 1972: The Best of Lloyd Price
- 1972: 16 Greatest Hits
- 1976: The ABC Collection
- 1976: Golden Dozen
- 1978: The Best Of
- 1986: Lloyd Price's Specialty Hits
- 1986: Personality Plus
- 1988: Greatest Hits
- 1988: Vintage Gold
- 1989: Greatest Hits
- 1991: Lawdy!
- 2010: Restless Heart: The Ultimate Singles Collection 1952–59 (2 cdD's)
- 2014: Seven Classic Albums Plus Singles (4 cd's)
- 2015: Sings the Million Sellers

### NPO Radio 2 Top 2000
| Nummer met noteringen in de NPO Radio 2 Top 2000 | '99  | '00  | '01  | '02  | '03  |
| ------------------------------------------------ | ---- | ---- | ---- | ---- | ---- |
| Personality                                      | 1807 | 1575 | 1922 | 1945 | 1744 |

1. ↑  Een vetgedrukt getal geeft de hoogste notering aan.
2. ↑  Deze tabel is bijgewerkt tot en met de laatste editie (2024).

- Bibsys: 4028524
- Biblioteca Nacional de España: XX869193
- Bibliothèque nationale de France: cb138986728 (data)
- Gemeinsame Normdatei: 134488660
- International Standard Name Identifier: 0000 0000 5951 4410
- Library of Congress Control Number: n83046569
- Nationale Bibliotheek van Letland: 000079526
- MusicBrainz: d047ee24-6fac-401a-8769-34edbda52113
- Nationale Bibliotheek van Tsjechië: xx0149125
- Nationale Bibliotheek van Israël: 987007316033105171
- Système universitaire de documentation: 159835658
- Virtual International Authority File: 27145971335032330980
- WorldCat: E39PBJmTjghQVJYBQMRqMj3vpP